# Investigação do Tribunal Penal Internacional no Afeganistão
A Investigação do Tribunal Penal Internacional no Afeganistão, também conhecida como Situação no Afeganistão, é uma investigação em curso conduzida pelo Tribunal Penal Internacional (TPI) sobre crimes de guerra e crimes contra a humanidade que teriam ocorrido durante a guerra no Afeganistão desde 1.º de maio de 2003 — ou, no caso das Forças Armadas dos Estados Unidos e da Agência Central de Inteligência, crimes de guerra supostamente cometidos no Afeganistão, Polônia, Romênia ou Lituânia.
Em 5 de março de 2020, foi autorizada a abertura formal da investigação. Em janeiro de 2025, o promotor solicitou mandados de prisão contra Hibatullah Akhundzada, Líder Supremo do Afeganistão, e Abdul Hakim Haqqani. Os mandados foram emitidos pela Câmara de Instrução II em 8 de julho de 2025 pelo crime contra a humanidade de perseguição por motivos de gênero, conforme o artigo 7.º (1)(h) do Estatuto de Roma.

## Investigação
Entre 20 de novembro de 2017 e 31 de janeiro de 2018, o TPI coletou representações de vítimas relacionadas a alegações de crimes contra a humanidade e crimes de guerra cometidos pelos Talibãs e grupos armados afiliados; crimes de guerra pelas Forças de Segurança Nacional do Afeganistão; e crimes de guerra cometidos no Afeganistão, Polônia, Romênia e Lituânia pelas Forças Armadas dos Estados Unidos e pela Agência Central de Inteligência (CIA). Também foram solicitadas informações sobre possíveis crimes cometidos por outras forças militares internacionais no Afeganistão.
Em 2019, o pedido da promotora-chefe do TPI, Fatou Bensouda, para abrir uma investigação foi rejeitado em fase preliminar, sob o argumento de que havia baixa probabilidade de um processo bem-sucedido, de que muito tempo havia se passado, de que as autoridades afegãs e norte-americanas não estavam cooperando e de que a investigação não "serviria aos interesses da justiça". Em 5 de março de 2020, após um recurso, a investigação foi autorizada a prosseguir. O juiz Piotr Hofmański declarou que o tribunal tem jurisdição, já que o Afeganistão é parte do Estatuto de Roma, e que o exame preliminar revelou "motivos razoáveis para acreditar que crimes de guerra foram cometidos no Afeganistão".

## Reações
Em abril de 2019, os Estados Unidos cancelaram o visto de Fatou Bensouda em resposta à investigação do TPI sobre o Afeganistão, alegando que não desejavam que as acusações de crimes de guerra cometidos por militares norte-americanos fossem investigadas pelo tribunal.
Em 11 de junho de 2020, o então Secretário de Estado dos Estados Unidos, Mike Pompeo, anunciou a assinatura da Ordem Executiva 13928 pelo presidente Donald Trump, estabelecendo sanções econômicas e restrições de visto de viagem contra advogados e investigadores do TPI, bem como jornalistas que fornecem evidências de crimes de guerra cometidos por cidadãos e tropas militares dos Estados Unidos. Pompeo afirmou que o TPI é um tribunal clandestino.
Em 2 de setembro de 2020, Bensouda e Phakiso Mochochoko, chefe da Divisão de Jurisdição, Complementaridade e Cooperação do TPI, foram alvo de sanções impostas pelos Estados Unidos, também em resposta à investigação sobre o Afeganistão. Richard Dicker, da Human Rights Watch, criticou a medida, afirmando que ela "representa uma distorção chocante do propósito das sanções norte-americanas — concebidas para punir violadores de direitos e cleptocratas — ao serem usadas contra aqueles encarregados de julgar crimes internacionais".

## Mandados de prisão

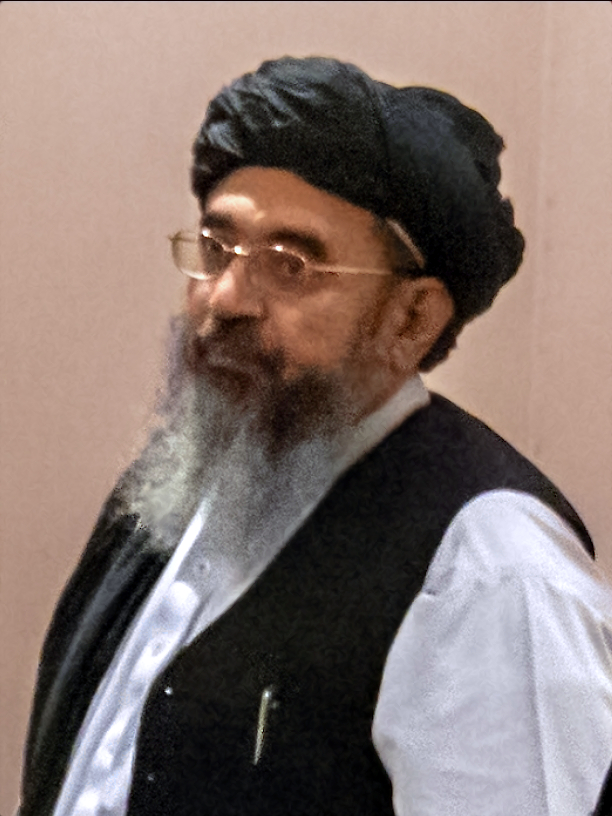
Abdul Hakim Haqqani, um dos alvos da investigação do TPI sobre crimes no Afeganistão. Ele e Hibatullah Akhundzada tiveram mandados de prisão emitidos em 2025

Em 23 de janeiro de 2025, o promotor do TPI, Karim Ahmad Khan, anunciou que seu gabinete havia protocolado dois pedidos de mandado de prisão contra altos dirigentes do Talibã: o líder supremo da organização, Hibatullah Akhundzada, e o ex-presidente da Suprema Corte do Estado Islâmico do Afeganistão, Abdul Hakim Haqqani. Ambos são acusados de crime contra a humanidade, especificamente perseguição com base em gênero, em razão das políticas opressivas do Talibã contra mulheres, meninas e membros da comunidade LGBT no Afeganistão.
Segundo a declaração do promotor, seu gabinete acredita haver "motivos razoáveis para crer" que Hibatullah Akhundzada e Abdul Hakim Haqqani possuem "responsabilidade criminal individual" pelos crimes alegados. Em 8 de julho de 2025, a Câmara de Instrução II emitiu os mandados de prisão.